# 1998 Голяма награда на Белгия
1998 Голяма награда на Белгия е 45-о за Голямата награда на Белгия и тринадесети кръг от сезон 1998 във Формула 1, провежда се на 30 август 1998 година на пистата Спа-Франкоршамп близо до градчетата Спа и Франкоршамп, Белгия.

## Репортаж
Това състезание е спечелено от Деймън Хил пилотирайки за Джордан. Неговият му съотборник Ралф Шумахер финишира след него на 2-ра позиция, с Жан Алези трети за тима на Заубер.
Преди състезанието всички отбори с изключение на Тирел решиха на направят тестове след предишното състезание в Унгария. Макларън решиха на правят своите тестове в Монца и Силвърстоун където компания правеха Уилямс, Ероуз и Стюарт, с тест-пилота на Уилямс Хуан-Пабло Монтоя давайки най-добро време на пистата. Ферари решиха да почнат тестовете си в Монца и трасето за тест-изпитания във Фиорано. Джордан също бяха в Монца, макар че Дейвид Култард от Макларън постави най-бързата обиколка. Заубер и Минарди се включиха с Ферари на Фиорано, докато Бенетон и Прост тестваха на Маникур и Барселона заедно.
По време на квалификацията Мика Хакинен даде най-добро време от 1:48.682 за пол-позиция. Съотборникът му Култард завърши 2-ри като ще стартира от първа редица. На секунда от времето на Хакинен е Джордан-а на Деймън Хил (3-ти). Претендентът за титлата Михаел Шумахер трябваше да стартира на четвърта позиция, след като последната му бърза обиколка се премахната от стюардите тъй като го направи по време на жълти флагове. Въпреки това обаче тази обиколка щеше да му бъде достатъчно само за 4-та позиция. Действащия шампион Жак Вилньов с Уилямс, стартира шести с Еди Ървайн пети.
Състезанието се проведе при екстремни дъждовни условия. Хакинен направи чудесен старт с Вилньов на втора позиция, М. Шумахер трети и Джанкарло Фисикела четвърти. Зад тях обаче болидът Дейвид Култард зави надясно поради аквапланинга и се удари в стената. Култард смята че той е имал контакт с Ферари-то на Еди Ървайн, но той обясни с „истината е че аз загубих управлението и се забих право към металната ограда.“. Макларънът след това се върна на състезателната линия причинявайки верижна реакция в която 13 пилоти бяха в нея. Джордан-ите на Хил и Ралф Шумахер и Минарди-то на Естебан Туеро успяха да се измъкнат невредими от инцидента. Заедно с Култард потърпевши бяха Еди Ървайн (Ферари), Александер Вурц (Бенетон), Рубенс Барикело (Стюарт), Джони Хърбърт (Заубер), Педро Диниз (Ероуз), Мика Сало (Ероуз), Оливие Панис (Прост), Ярно Трули (Прост), Рикардо Росет (Тирел) и Тораносуке Такаги (Тирел). Йос Верстапен успя да се върне към бокса при своите механици но болидът му е повреден след инцидента. Състезанието е спряно в първата обиколка за да могат механиците да очистят трасето и да премахнат повределите коли.
След закъснение от повече от час да почистят трасето, втори старт се проведе, макар че четирима пилоти не участват. Във втория старт обаче Мика Хакинен се завъртя след като имаше контакт с Михаел Шумахер и след това ударен от Джони Хърбърт, принудени да напуснат състезанието. Това доведе колата на сигурността да излезе на трасето до края на втората обиколка. Междувременно Култард отново е в инцидент този път с Бенетон-а на Вурц. След този хаос Деймън Хил поведе в състезанието, преди Шумахер да го изпревари в 8-а обиколка. Ървайн загуби предното си крило след излизането от началото на автобусната спирка, излизайки от 3 до 11-а позиция след неговия пит-стоп. Вилньов също излезе от трасето след като е първи в един момент от състезанието. След пит-стоповете Михаел вече имеше преднина от почти 40 секунди пред Хил когато се доближи до Култард. След като е инструктиран на тийм радиото да го задмине, Култард намали, но остана в състезателната линия и поради количеството спреи зад него е невидян от Шумахер, който удари задницата на Макларън-а причинявайки визуална повреда на Ферари-то на Шумахер. И двата болида стигнаха до боксовете, с Шумахер бесен от това което се случи отиде в пита на Макларън за да се разправи с Култард. И двамата бяха критизирани от стюардите най-вече по поведението на германеца.
Като резултат от това Деймън отново поведе пред съотборника си Ралф Шумахер. В същата обиколка Ървайн отново се завъртя този път приключвайки състезанието за Ферари. Обиколка по-късно Фисикела и Накано също бяха в инцидент помежду си като италианеца удари Минарди-то на японеца. Този инцидент принудни колата за сигурност да излезе на трасето за втори път. Със само шест пилоти на състезанието, това означава че всеки пилот е на позиция да вземе точки. Това принуди Култард и Накано да се върнат на трасето с оправените болиди, в случай че някой напусне състезанието. Хил продължи да поведжа пред Ралф и Алези близко след тях, като запазиха позициите си на финала. Това е първа победа на Джордан след 126 старта зад гърба си и общо 22-ра за Хил. На подиума обаче Ралф е малко разочорован, чувствайки се че би искал да спечели състезанието. По-късно се оказа че отборната му заповед доведе на Ралф да не атакува Хил, нещо което се илюстрирано по време на документалния филм за отбора на Джордан и автобиографията на Еди Джордан озаглавена Независимия човек.

## Класиране

### Квалификация
| Поз | No | Пилот                | Конструктор         | Време    | Разл.  |
| --- | -- | -------------------- | ------------------- | -------- | ------ |
| 1   | 8  | Мика Хакинен         | Макларън-Мерцедес   | 1:48.682 | Pole   |
| 2   | 7  | Дейвид Култард       | Макларън-Мерцедес   | 1:48.845 | +0.163 |
| 3   | 9  | Деймън Хил           | Джордан-Муген-Хонда | 1:49.728 | +1.046 |
| 4   | 3  | Михаел Шумахер       | Ферари              | 1:50.027 | +1.345 |
| 5   | 4  | Еди Ървайн           | Ферари              | 1:50.189 | +1.507 |
| 6   | 1  | Жак Вилньов          | Уилямс-Мекахром     | 1:50.204 | +1.522 |
| 7   | 5  | Джанкарло Фисикела   | Бенетон-Плеилайф    | 1:50.462 | +1.780 |
| 8   | 10 | Ралф Шумахер         | Джордан-Муген-Хонда | 1:50.501 | +1.819 |
| 9   | 2  | Хайнц-Харалд Френцен | Уилямс-Мекахром     | 1:50.686 | +2.004 |
| 10  | 14 | Жан Алези            | Заубер-Петронас     | 1:51.189 | +2.507 |
| 11  | 6  | Александер Вурц      | Бенетон-Плеилайф    | 1:51.648 | +2.966 |
| 12  | 15 | Джони Хърбърт        | Заубер-Петронас     | 1:51.851 | +3.169 |
| 13  | 12 | Ярно Трули           | Прост-Пежо          | 1:52.572 | +3.890 |
| 14  | 18 | Рубенс Барикело      | Стюарт-Форд         | 1:52.670 | +3.988 |
| 15  | 11 | Оливие Панис         | Прост-Пежо          | 1:52.784 | +4.102 |
| 16  | 16 | Педро Диниз          | Ероуз               | 1:53.037 | +4.355 |
| 17  | 19 | Йос Верстапен        | Стюарт-Форд         | 1:53.149 | +4.467 |
| 18  | 17 | Мика Сало            | Ероуз               | 1:53.207 | +4.525 |
| 19  | 21 | Тораносуке Такаги    | Тирел-Форд          | 1:53.237 | +4.555 |
| 20  | 20 | Рикардо Росет        | Тирел-Форд          | 1:54.850 | +6.168 |
| 21  | 22 | Шинджи Накано        | Минарди-Форд        | 1:55.084 | +6.402 |
| 22  | 23 | Естебан Туеро        | Минарди-Форд        | 1:55.520 | +6.838 |

### Състезание
| Поз | No | Пилот                | Конструктор         | Оби. | Време/Отпадане | Място | Точки |
| --- | -- | -------------------- | ------------------- | ---- | -------------- | ----- | ----- |
| 1   | 9  | Деймън Хил           | Джордан-Муген-Хонда | 44   | 1:43:47.407    | 3     | 10    |
| 2   | 10 | Ралф Шумахер         | Джордан-Муген-Хонда | 44   | +0.932         | 8     | 6     |
| 3   | 14 | Жан Алези            | Заубер-Петронас     | 44   | +7.240         | 10    | 4     |
| 4   | 2  | Хайнц-Харалд Френцен | Уилямс-Мекахром     | 44   | +32.243        | 9     | 3     |
| 5   | 16 | Педро Диниз          | Ероуз               | 44   | +51.682        | 16    | 2     |
| 6   | 12 | Ярно Трули           | Прост-Пежо          | 42   | + 2 Об.        | 13    | 1     |
| 7   | 7  | Дейвид Култард       | Макларън-Мерцедес   | 39   | + 5 Об.        | 2     |       |
| 8   | 22 | Шинджи Накано        | Минарди-Форд        | 39   | + 5 Об.        | 21    |       |
| Отп | 5  | Джанкарло Фисикела   | Бенетон-Плейлайф    | 26   | Сблъсък        | 7     |       |
| Отп | 3  | Михаел Шумахер       | Ферари              | 25   | Сблъсък        | 4     |       |
| Отп | 4  | Еди Ървайн           | Ферари              | 25   | Завъртане      | 5     |       |
| Отп | 23 | Естебан Туеро        | Минарди-Форд        | 17   | Ск.кутия       | 22    |       |
| Отп | 1  | Жак Вилньов          | Уилямс-Мекахром     | 16   | Завъртане      | 6     |       |
| Отп | 21 | Тораносуке Такаги    | Тирел-Форд          | 10   | Завъртане      | 19    |       |
| Отп | 19 | Йос Верстапен        | Стюарт-Форд         | 8    | Двигател       | 17    |       |
| Отп | 8  | Мика Хакинен         | Макларън-Мерцедес   | 0    | Сблъсък        | 1     |       |
| Отп | 6  | Александер Вурц      | Бенетон-Плейлайф    | 0    | Сблъсък        | 11    |       |
| Отп | 15 | Джони Хърбърт        | Заубер-Петронас     | 0    | Сблъсък        | 12    |       |
| НСт | 18 | Рубенс Барикело      | Стюарт-Форд         | 0    | Сблъсък        | 15    |       |
| НСт | 11 | Оливие Панис         | Прост-Пежо          | 0    | Сблъсък*       | 14    |       |
| НСт | 17 | Мика Сало            | Ероуз               | 0    | Сблъсък*       | 18    |       |
| НСт | 20 | Рикардо Росет        | Тирел-Форд          | 0    | Сблъсък*       | 20    |       |

- Неучастващи в рестарта.

## Класиране след състезанието
| Поз | Пилот              | Точки |
| --- | ------------------ | ----- |
| 1   | Мика Хакинен       | 77    |
| 2   | Михаел Шумахер     | 70    |
| 3   | Дейвид Култард     | 48    |
| 4   | Еди Ървайн         | 32    |
| 5   | Жак Вилньов        | 20    |
| 6   | Александер Вурц    | 17    |
| 7   | Деймън Хил         | 16    |
| 8   | Джанкарло Фисикела | 15    |

| Поз | Конструктор         | Точки |
| --- | ------------------- | ----- |
| 1   | Макларън-Мерцедес   | 125   |
| 2   | Ферари              | 102   |
| 3   | Бенетон-Плейлайф    | 32    |
| 4   | Уилямс-Мекахром     | 30    |
| 5   | Джордан-Муген-Хонда | 26    |
| 6   | Заубер-Петронас     | 8     |
| 7   | Ероуз               | 6     |
| 8   | Стюарт-Форд         | 5     |